# Weingarten (Baden)
Weingarten (Baden) (im Lokaldialekt: Wengerde; anhörenⓘ
) ist eine Gemeinde im nördlichen Landkreis Karlsruhe mit rund 10.000 Einwohnern.

## Geographie

### Geographische Lage

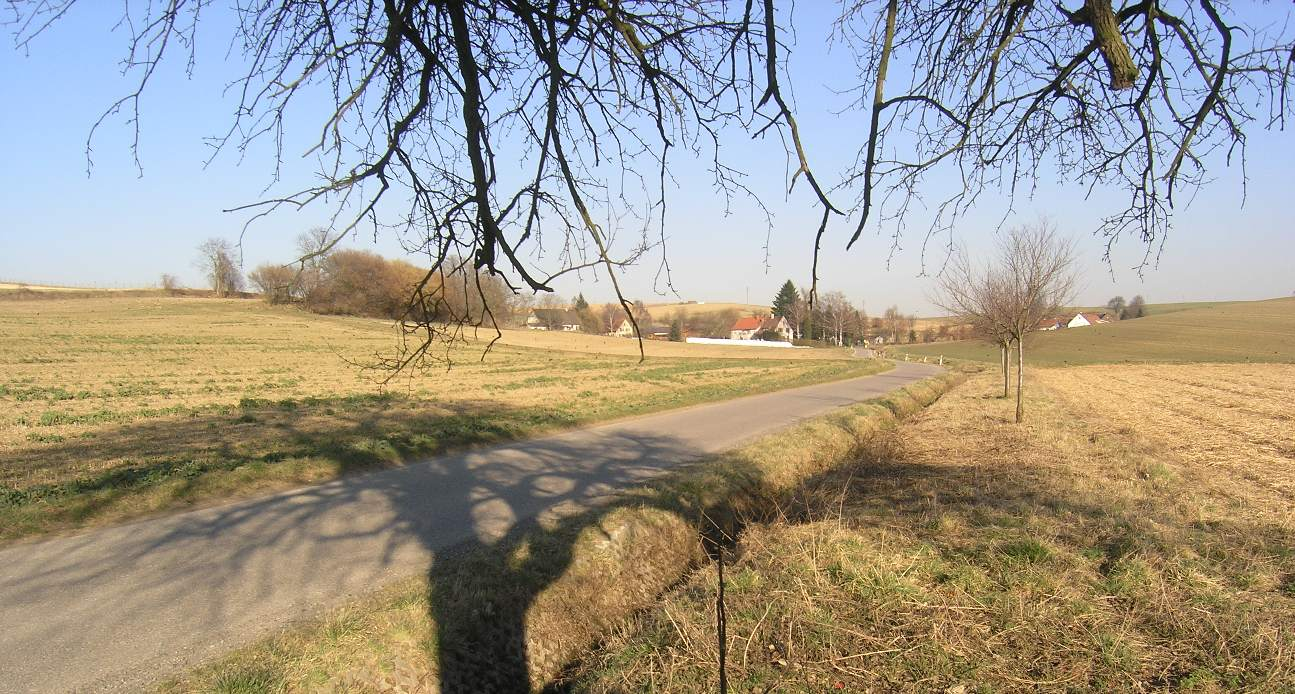
Sallenbusch

Weingarten liegt am Rande des Kraichgaus am Ausgang des Walzbachtals in die Rheinebene. Zehn Kilometer südwestlich befindet sich Karlsruhe und zehn Kilometer nordöstlich Bruchsal, dessen Stadtteile Untergrombach und Obergrombach nördlich an das Gemeindegebiet grenzen. An dieser Gemeindegrenze befindet sich das Naturschutzgebiet Ungeheuerklamm.

### Gemeindegliederung
Zur Gemeinde gehören außer Weingarten selbst die beiden landwirtschaftlichen Siedlungen Sallenbusch und Sohl, in den Hügeln östlich und nordöstlich des Ortes gelegen. Südlich von Weingarten befindet sich das Weingartener Moor. Nordwestlich des Ortskerns zwischen Bahn und Autobahn A5 liegt der Ortsteil Waldbrücke mit rund 1000 Bewohnern. Er wurde ursprünglich hauptsächlich zur Ansiedlung Heimatvertriebener gegründet. Im Süden, an der Gemarkungsgrenze, liegt der Weiler Werrabronn.
Am Ortsausgang Richtung Walzbachtal deuten Reihengräberfunde auf eine abgegangene Siedlung hin, deren Name jedoch nicht bekannt ist.

## Geschichte

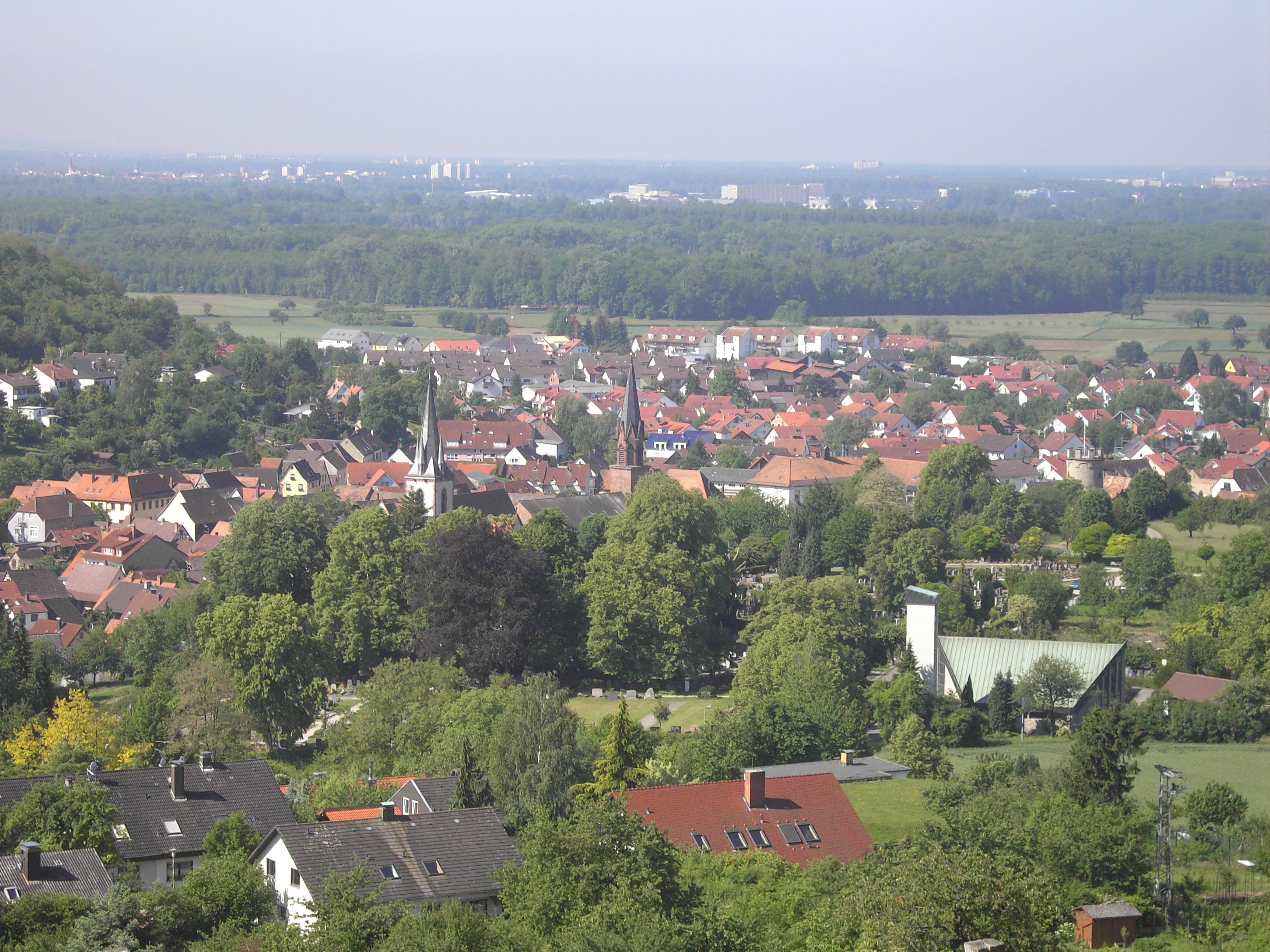
Weingarten von den Weinbergen auf der Setz aus

Auf der Gemarkung fanden sich Siedlungsreste aus der Römer- und Merowingerzeit. Das Dorf entstand aus einem Hof des Klosters Weißenburg im heutigen Nordelsass, das seinen Besitz freilich im Jahr 985 durch den sogenannten Salischen Kirchenraub wieder verlor. 1504 zerstörte Herzog Ulrich von Württemberg das Dorf, das nach dem Wiederaufbau ein bekannter Marktflecken wurde. 1589 wurde der Wartturm erbaut, um heranziehende Kriegshorden frühzeitig erkennen zu können. Der Turm lag an den Handelswegen nach Frankfurt, Nürnberg, Augsburg und Basel und wurde von kurpfälzischen Truppen als Aussichtsturm für die Geleitmannschaften genützt. Bis 1803 war Weingarten kurpfälzisch, danach kam es infolge der französischen Koalitionskriege an das Großherzogtum Baden.
Am östlichen Ende von Weingarten, bei einer Papiermühle, finden sich noch geringe Mauerreste einer ehemaligen Wasserburg, der Burg Schmalenstein.
An der Kirchstraße/Ecke Keltergasse stand die Synagoge der Jüdischen Gemeinde, woran an der Katholischen Kirche gegenüber seit 1985 eine Gedenktafel erinnert. Beim Novemberpogrom 1938 wüteten von zwei Volksschullehrern aufgehetzte Schüler im Innern und zerstörten sowohl die kultischen Gegenstände wie auch Gedenktafeln der im Ersten Weltkrieg umgekommenen jüdischen Soldaten. Gemäß Alemannia Judaica sei die Synagoge hingegen von 10 bis 15 auswärtigen Nationalsozialisten aus Karlsruhe angezündet worden, die gemäß Zeitzeugen mit einem LKW angefahren sein sollen. Da das Feuer leicht auch umliegende Gebäude hätte erfassen können, wurde es von einem Anwohner gelöscht, die Synagoge jedoch auf Parteibefehl bald darauf abgebrochen. Die Gedenktafel der Kriegsgefallenen konnte bereits 1939 in privater Initiative auf dem Jüdischen Friedhof Weingarten aufgestellt werden.

## Religion
Die Bevölkerung war traditionell zu etwa zwei Dritteln protestantisch und zu einem Drittel katholisch, daneben bestand bis 1938 eine jüdische Gemeinde. Durch Zuzug, Konfessionswechsel und Austritte hat sich dieses Verhältnis in den letzten Jahrzehnten gewandelt: Gemäß Zensus 2011 sind 39,6 % der Weingartener Bevölkerung evangelisch, 32,2 % katholisch, 28,2 % gehören einer anderen oder keiner Glaubensgemeinschaft an. Neben der evangelischen und der römisch-katholischen Amtskirche verfügen auch die evangelisch-freikirchliche (Lebenswerk Weingarten), die evangelische Liebenzeller Gemeinschaft, die evangelisch-methodistische Kirche, die neuapostolische und die Zeugen Jehovas über Gemeinden im Ort, außerdem gibt es eine unabhängige Mennonitische Brüdergemeinde.

## Politik

### Gemeinderat
Der Gemeinderat hat 18 ehrenamtliche Mitglieder, die für fünf Jahre gewählt werden. Hinzu kommt der Bürgermeister als stimmberechtigter Gemeinderatsvorsitzender.

Die Kommunalwahl 2024 führte zu folgendem Ergebnis (in Klammern Unterschied zur Wahl 2019):
| Gemeinderat 2024                  | Gemeinderat 2024 | Gemeinderat 2024 | Gemeinderat 2024 | Gemeinderat 2024 |
| --------------------------------- | ---------------- | ---------------- | ---------------- | ---------------- |
| Partei / Liste                    | Stimmenanteil    | Sitze            |                  |                  |
| CDU                               | 26,1 % (+3,1)    | 5 (+1)           |                  |                  |
| Weingartener Bürgerbewegung (WBB) | 24,7 % (−1,6)    | 4 (−1)           |                  |                  |
| Grüne Liste                       | 17,1 % (−3,4)    | 3 (−1)           |                  |                  |
| FDP                               | 16,2 % (+4,9)    | 3 (+1)           |                  |                  |
| SPD                               | 15,7 % (−3,0)    | 3 (±0)           |                  |                  |
| Wahlbeteiligung: 68,7 % (+4,2)    |                  |                  |                  |                  |

### Bürgermeister
Der Bürgermeister wird in Baden-Württemberg für acht Jahre direkt gewählt. Bei der Wahl 2010 setzte sich Eric Bänziger (parteilos) mit 72,98 Prozent der gültigen Stimmen durch. Er löste Klaus-Dieter Scholz (CDU) ab, der seit 1985 amtierte und nicht mehr angetreten war. Bei der Wahl 2018 wurde Eric Bänziger mit 89,04 % der Stimmen erneut gewählt und damit in seinem Amt bestätigt.

### Wappen
Blasonierung: In Silber an einem grünen Rebast mit zwei Blättern eine blaue Weintraube.

Als redendes Wappen nimmt es Bezug auf den Ortsnamen.

### Gemeindepartnerschaften
Partnerschaften bestehen mit Liverdun (Frankreich) seit 1979 und Olesa de Montserrat (Spanien) seit 1983.

## Wirtschaft und Infrastruktur
An Erwerbszweigen sind Wein- und Obstbau, Gastronomie und Industrie (Holz, Chemie, Metall, Informationstechnik) vertreten.

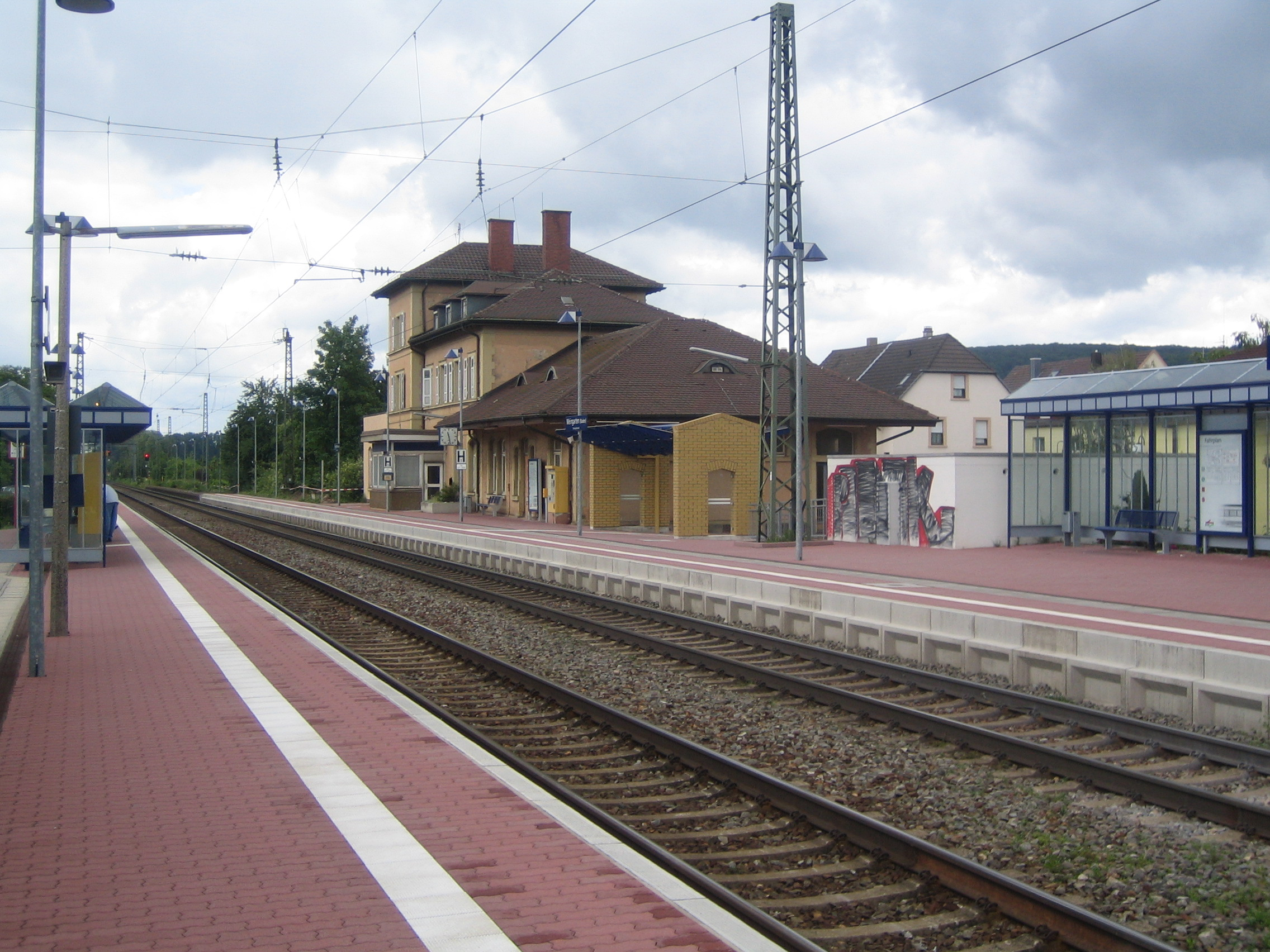
Bahnhof Weingarten

Weingarten ist der Sitz der Klocke Verpackungs-Service GmbH, des Stammhauses der Klocke-Gruppe. Die international tätige Megaforce-Gruppe sowie die Firma GEGGUS haben ebenfalls ihren Stammsitz in Weingarten.

### Verkehr
Der Bahnhof Weingarten (Baden) liegt an der Rheintalbahn (Baden-Kurpfalz-Bahn Karlsruhe–Heidelberg) und im Verbundgebiet des Karlsruher Verkehrsverbundes. Die Linien S31 und S32 der Stadtbahn Karlsruhe bedienen den Bahnhof, die S3 der S-Bahn RheinNeckar durchfährt ihn, hält aber nur zu bestimmten Zeiten.
Durch Weingarten verläuft als Landes-Radfernweg der Badische Weinradweg. Er führt von Grenzach-Wyhlen am Hochrhein nach Laudenbach im Rhein-Neckar-Kreis, dabei werden sieben der neun badischen Weinanbaugebiete untereinander verbunden. Die Route verläuft dabei vom Karlsruher Stadtteil Durlach kommend durch den Ort und weiter nach Bruchsal, in einer Schleife über dessen Stadtteile Obergrombach, Helmsheim und Heidelsheim. 
Durch die Gemeinde führt die Bundesstraße 3 (Frankfurt am Main–Basel). Im Westen verläuft die Autobahn 5 (Basel–Nordhessen).

### Bildung
Im Ort gibt es die Turmberg–Gemeinschaftsschule für die Klassenstufen 1 bis 10. Außerdem gibt es je drei evangelische und römisch-katholische Kindergärten. Weiterführende Schulen befinden sich in den benachbarten Städten Karlsruhe, Bruchsal und Stutensee.
Die Volkshochschule in Weingarten ist eine öffentliche Einrichtung der Weiterbildung. Sie steht als Außenstelle unter der Rechtsträgerschaft des gemeinnützigen Vereins Volkshochschule im Landkreis Karlsruhe. Nach ihrem satzungsgemäßen Auftrag widmet sie sich neben der Erwachsenenbildung auch den Aufgaben der Jugendbildung.

### Sport
Erfolgreichster Sportverein ist der 1904 gegründete SV Germania Weingarten, der in der Ringer-Bundesliga vertreten ist. In der Saison 2009/10, 2013/2014, der Saison 2014/2015 und 2015/16 wurde der Verein deutscher Vizemeister, in der Saison 2010/11 sowie den Jahren 2011/12 und 2016/17 deutscher Mannschaftsmeister. Ab der Saison 2017/18 startet die Profimannschaft des Vereins in der neu gegründeten Deutschen Ringerliga. In der Saison 2019/20 konnte der vierte Meistertitel gefeiert werden. Der Verein ist mit weiteren Mannschaften in der Oberliga und Landesliga am Start.
Es gibt zahlreiche weitere Sportvereine, darunter sind der TSV 1880 und die FVgg Weingarten die traditionsreichsten und mitgliederstärksten. Im Musikbereich hat Weingarten einen Musikverein, mehrere Gesangsvereine und Chöre, und auch im Natur- und Tierschutz sind viele Einwohner in Vereinen organisiert.
Überregional bekannt ist der Motorsportclub MSC '72 Weingarten. Der Verein hat seine Wurzeln im Rallye-Sport, ist momentan im Jugendkart- und Automobilslalom, bei Rallyes, Rundstrecken- und Kartrennen sowie im historischen Motorsport durch über 35 Fahrer vertreten. Außerdem ist er sportlicher Ausrichter des Porsche Sports Cup Deutschland und veranstaltet seit 2009 den Großen Preis von Weingarten auf dem Hockenheimring.

### Freizeitgestaltung
Die Gemeinde verfügt über ein Hallen- und Freibad. Nordöstlich des Ortsteils Waldbrücke befindet sich der Baggersee Weingarten. Dort gibt es fest installierte Grillplätze, der Badebereich wird zeitweise von der DLRG bewacht.

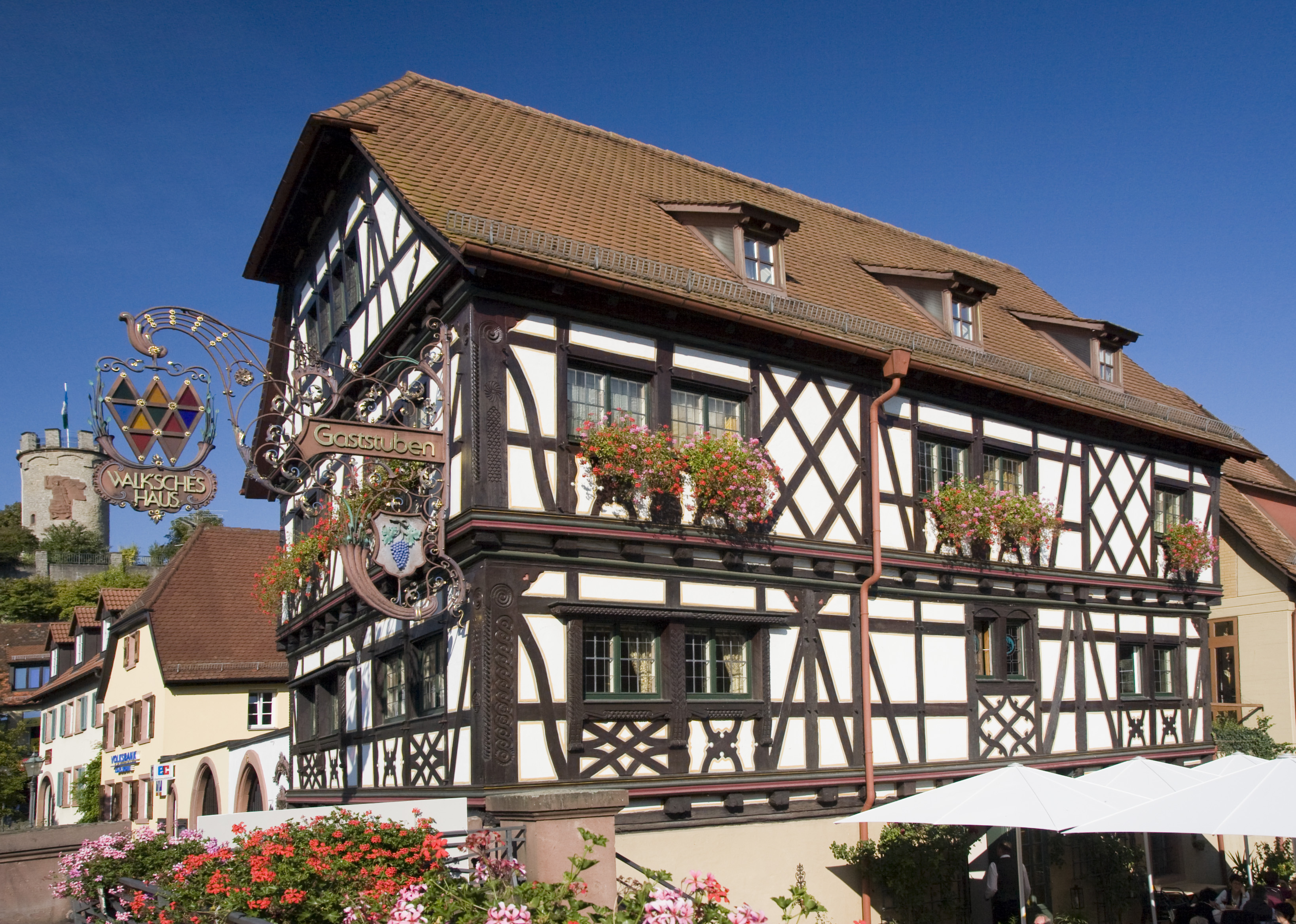
Walk'sches Haus, links der Wartturm

## Kultur und Sehenswürdigkeiten

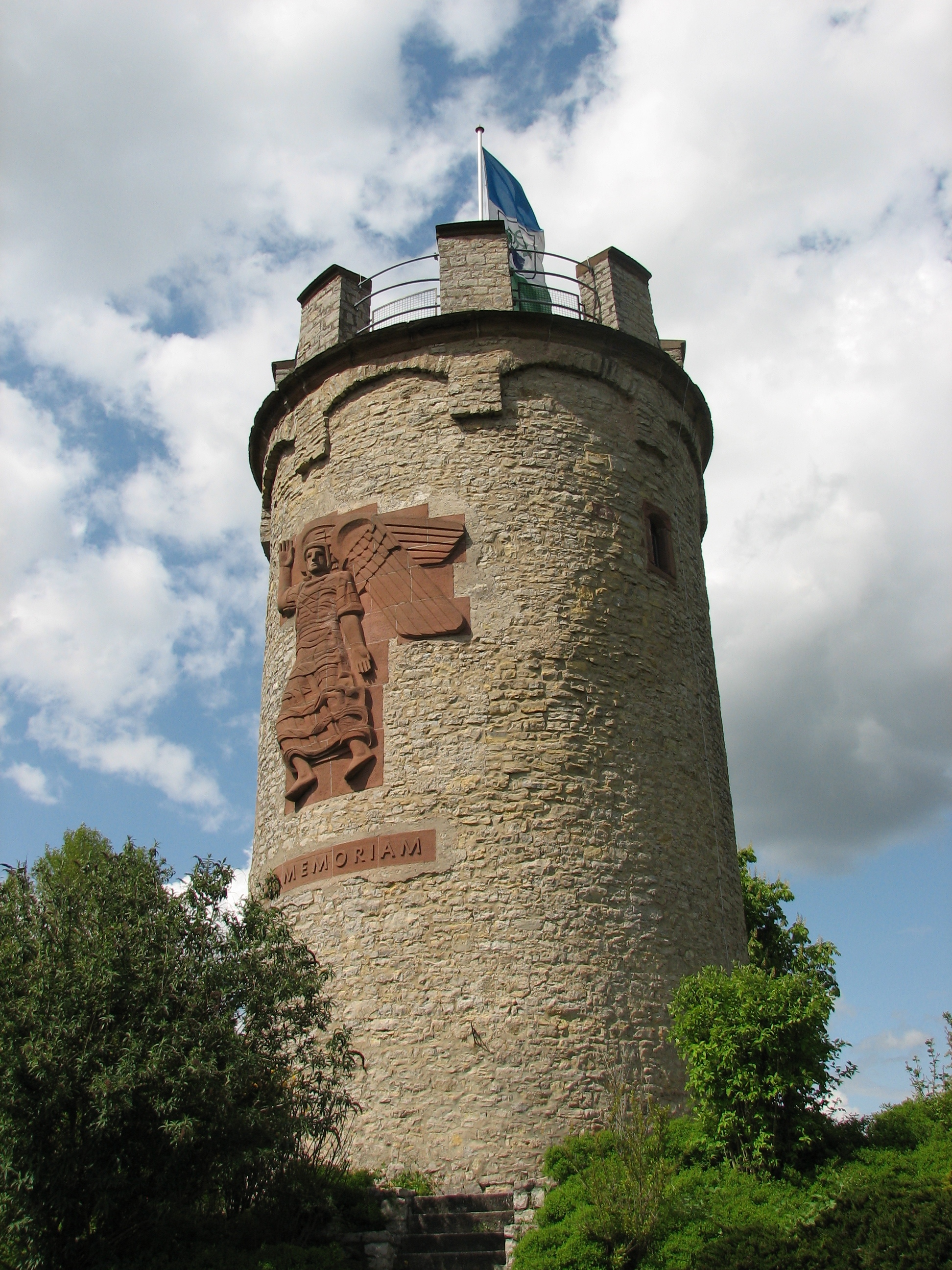
Nahaufnahme des Wartturmes

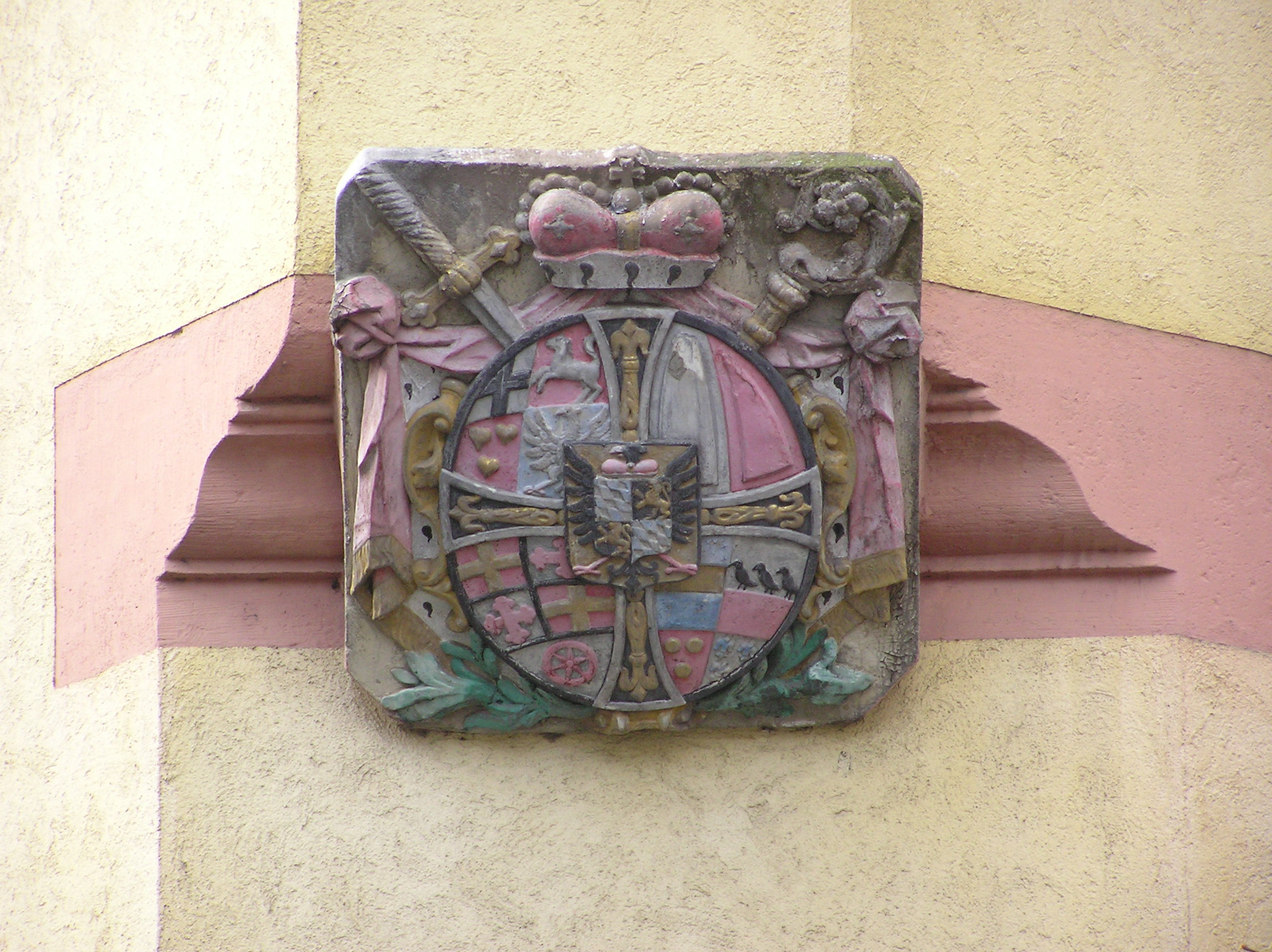
Wappen des Hochmeisters Clemens August I. von Bayern am Haus des Deutschritterordens

Weingarten liegt an der Bertha Benz Memorial Route und an der Badischen Weinstraße. Die Badische Spargelstraße führt westlich an Weingarten vorbei.

### Musikfestival Weingartner Musiktage
Die „Weingartner Musiktage Junger Künstler“ wurden 1980 von Reinhold Friedrich ins Leben gerufen mit dem Ziel, jungen und unbekannten Künstlern die Möglichkeit zu einem Auftritt vor Publikum zu geben. Das Festival findet jährlich an zwei Wochenenden im Oktober statt. Zu seinen Charakteristika zählt der selbsterklärte Anspruch, „Programme abseits der ausgetretenen Pfade“ und eine „familiäre und sympathische“ Atmosphäre zu etablieren. Besondere Aufmerksamkeit erfährt dabei der musikalische Nachwuchs, während die stilistische Bandbreite von Klassik über Jazz und Crossover voll ausgeschöpft wird. Neben dem Hauptfestival im Herbst finden immer wieder auch Sonderkonzerte im Frühjahr und Winter statt.

### Bauwerke
- Der Wartturm wurde 1589 am Knotenpunkt von drei Geleitstraßen erbaut. Der reliefartige Bauschmuck mit einer Rngelsfigur wurde 1956 von Edzard Hobbing gestaltet.
- Das Walk'sche Haus ist ein prächtiges Fachwerkhaus am Marktplatz. Es stammt im Kern aus dem Beginn des 16. Jahrhunderts und wurde nach Zerstörung im Pfälzischen Erbfolgekrieg 1701 in seiner heutigen Gestalt wiederaufgebaut. Es beherbergt seit den 1980er Jahren einen Restaurant- und Hotelbetrieb.
- Das Evangelische Pfarrhaus geht auf einen Pfleghof des Deutschritterordens zurück, der seit der Angliederung der Ortskirche an den Deutschen Orden 1414 bestand und nach Auflösung des Deutschen Ordens dem reformierten Pfarrer als Wohnhaus zugesprochen wurde.
- Die Marktbrücke in der Ortsmitte ist eine 1823 nach Plänen von Tulla erbaute Brücke über den Walzbach.
- Die Villa Wald-Frieden ist ein um 1900 erbautes Holzhaus im Gewann Unterer Heuberg, das vom örtlichen Kunstmaler Karl Brutzer (1894–1964) als Künstlertreffpunkt und Inspirationsquelle genutzt wurde. Dort verkehrten zahlreiche weitere Maler wie August Kutterer und Wilhelm Martin.[17]

## Persönlichkeiten

### Söhne und Töchter der Gemeinde
- Balthasar Venator (1594–1664), Schriftsteller
- Hermann Kanzler (1822–1888), päpstlicher General
- Ernst Fuchs (1859–1929), Jurist, Rechtsanwalt
- Hermann Gablenz (1913–2000), Motorradrennfahrer
- Ernst Kühnle (1915–1993), Politiker (CDU)
- Anne und Kurt Leibersberger (Anna 1922–2006, Kurt 1922–2015), Volksmusikduo
- Alexander Brändle (1923–1984), Schriftsteller
- Reinhold Friedrich (* 1958), Musiker
- Luisa Niemesch (* 1995), deutsche Ringerin

### Bekannte Einwohner
- Daniel Caspary (* 1976), Mitglied des Europäischen Parlaments
- Kevin Gerwin (* 1987), deutscher Moderator, Stadionsprecher, Sportkommentator und Komiker
- Dirk Orlishausen (* 1982), deutscher Fußballtorhüter, der von 2011 bis 2018 beim Karlsruher SC unter Vertrag stand
- Juri Tetzlaff (* 1972), deutscher Fernsehmoderator
- Sophia Popov (* 1992), deutsch-amerikanische Golferin